# Lee Agnew
Lee Agnew (Dunfermline, 13 de janeiro de 1971) é um músico escocês, o baterista da banda de hard rock Nazareth. É filho de Pete Agnew, baixista da banda.